# Súr (Magyarország)
Súr község Komárom-Esztergom vármegyében, a Kisbéri járásban. A vármegye legdélebbi fekvésű települése.

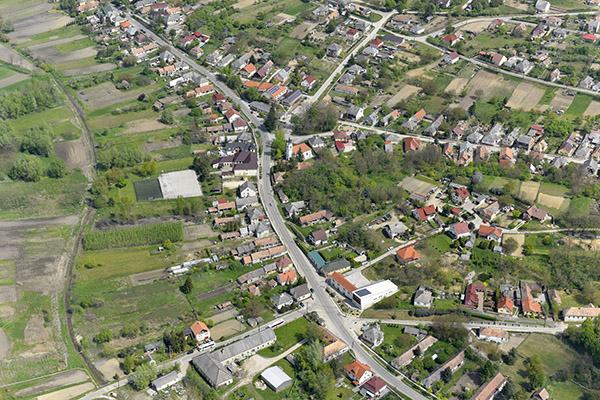
Súr község madártávlatból

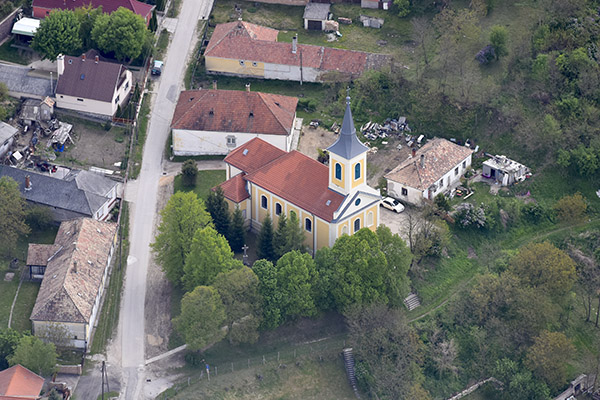
Súr, katolikus templom légi fotó

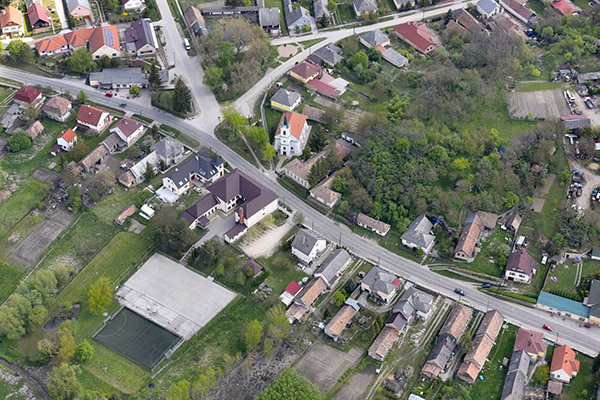
Súr, templom és sportpálya

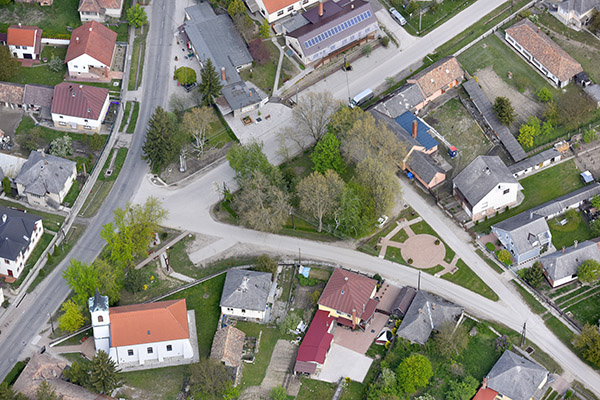
Súr község központja

## Fekvése
Súr Komárom-Esztergom vármegye déli csücskében, Mór, Kisbér és Zirc között a Bakonyalja kistérségben fekszik. A falu a Súri-patak és a Kőrisberki-ér völgyében és a vízfolyásoktól keletre húzódó halmokon fekszik, egy erdőkkel, legelőkkel, szántókkal övezett festői dombvidék közepén.
Főutcája a szomszédos, de már Fejér vármegyéhez tartozó Bakonycsernye és Mezőörs között észak-északnyugati irányban húzódó 8208-as út; távolsága a környék városai közül Mórtól 16, Kisbértől 18, Zirctől pedig 21 kilométer.
A településhez tartozik a központtól délnyugatra, 3 kilométerre található Súr-Szőlőhegy; további mintegy 2 kilométerre nyugatra található Csatárpuszta, amely Komárom-Esztergom vármegye legdélebbi fekvésű lakott településrésze. A falu központjától mintegy másfél kilométerre északkeletre, a Fekete-berki vízfolyás völgyében horgásztó található.
Eredetileg Veszprém vármegyéhez tartozott, az 1950-es megyerendezés során került Komárom megyéhez.
2016-ban az Origo.hu olvasóinak szavazatai alapján Súr lett Magyarország legszebb fekvésű falva.

## Története
A falut illetően egészen az 1400-as évekig nincsenek hitelt érdemlő adatok, az első okleveles említése (Swr) 1436-ból származik, illetve egy 1438-as feljegyzés áll rendelkezésre az itt élő jobbágyok adófizetéséről.
1441 körül a település és környező földterülete a porvai pálos szerzetesek tulajdonában került. Az ő idejükből, 1491-ből van az első adat a település katolikus egyházáról is. A jobbágytelkeken a gabonafélék mellett zöldség-, gyümölcs- és kendertermesztés, az erdőben fakitermelés, faszénégetés is folyt.
A község neve valószínűleg személynévből keletkezett, de bizonyított tények ezzel kapcsolatban sincsenek.
Súr nevű vezért már a 955-ös augsburgi csatánál is említenek. Ismert szláv eredetű Súr személynév is.
Szlovákia Nagyszombati járásában is található egy Súr (szlovákul Šúrovce). elnevezésű község, amely Nagysúr és Nemessúr egyesítésével jött létre.
A falu a török háborúk miatt a 16. századra elnéptelenedett, az 1536. évi adójegyzék pusztának minősítette, s ezt követően 1650-ig nem is hallani róla.
Zichy István győri várkapitány 1650. április 20-án kapta meg III. Ferdinándtól Várpalota várát és a hozzá tartozó falvakat (köztük Súr területét is). Az 1676-ban grófi rangot kapott Zichy István halála előtt igazságosan felosztotta a területet az utódai között. Így került a korabeli hiteles jegyzői dokumentum szerint Zichy János gróf birtokába a hajdani Sur falu az összes pusztáival.
Az elpusztult faluhelyet nagy kiterjedésű makkos és egyéb erdői, legelői újabb betelepítésre tették alkalmassá, ezért a Zichyek 1716-ban elkezdték evangélikus vallású szlovákokkal betelepíteni a lakatlan helységet. 1724-ben az új falu már 20 telepessel bírt, akik erdőirtással növelték határukat. A földterület ennek ellenére kevés volt a kétnyomásos gazdálkodás meghonosításához, ezért Répce prédium földjeit is kiosztották a súriak között. A jobbágytelkekhez minden esetben gyümölcsös, veteményes, káposztás, kukorica és kenderföld tartozott. 1750 után szőlőt is telepítettek Répcepusztán.
A betelepítés korai időszakáról kevés adat van, de a katolikus egyház már 1739-től, az evangélikus egyház 1747-től vezette a betelepültek anyakönyveit. 1765-ben 5 utcája volt a településnek.
Az 1784–1787-es népszámlálás szerint Zichy Miklós gróf birtokán a faluban  211 házban 289 család lakott, a népesség pedig elérte az 1349 főt, akikből 2 papot, 3 nemest, 1 tisztviselőt, 26 polgárt, 78 parasztot, az utóbbi kettő 91 örökösét és 710 zsellért írtak össze. Zichy Miklós építtette a falu katolikus templomát, amely 1784-ben készült el.  A település határa átlagos mennyiségű termést adott. Földjein főleg rozst termeltek. Lakosainak egy része letelepülésétől fogva szenet égetett. A zsellérek nyaranta eljártak részarató és cséplőmunkára. Kézművesei közül a takácsok voltak nevezetesek. Termékeiket Veszprém, Győr és Székesfehérvár piacán értékesítették.
Vályi András: Magyar országnak leírása 1796-1799 című művében az alábbiak találhatóak a faluról:
„SÚR. Népes tót falu Veszprém Várm. földes Ura Gr. Zichy Uraság, lakosai katolikusok, és evangelikusok, fekszik Csernye, és Ács-Teszér között; határja jó, erdője, legelője tágas, két malma is van a falu végén.”
A XIX. század elejére a település teljesen elszlovákosodott, valószínűleg a rokoni szálak vonzották továbbra is a tót betelepülőket.
Az 1836-os helységnévtár magyar-szlovák faluként említi. Betelepült lakosai római katolikus és evangélikus vallású szlovákok. A prédikációkat magyar és szlovák nyelven tartották.
1848-ban Turcsányi Gyula súri lelkész szabadcsapatot szervezett a faluban a császáriak ellen.
Fényes Elek Magyarország geográfiai szótára (1851) c. művében az alábbi adatok találhatóak a faluról:
„Súr, magyar-tót falu, Veszprém megyében, 696 katholikus, 720 evangélikus, 32 zsidó lakossal, katholikus és evangélikus parochiával anyaekklézsiával. Nagy erdő. Sok legelő. Hegyes, középszerű határ. Utolsó posta Veszprém 3 óra.”
Az 1800-as évek második felében a község katolikus egyháza a klosterneuburgi ágostonos kanonokok kezébe került, az osztrák egyházfiak szerezték meg a környező birtokok egy részét is. A klosterneuburgi Ágoston rend irányítása alatt Súr mintagazdasággá változott. A birtokhoz a faluban egy kastély, körülötte majorság, továbbá 3000 hold szántó és erdő tartozott. A birtokhoz tartozott a kastély közelében 20 hold szőlő is, ahol misebort termeltek (móri ezerjó), amit aztán Ausztriába és Svájcba szállítottak. Az uradalmat irányító utolsó kanonok Trapper Róbert volt.
1944 októberétől a súri kastély a nyilas hadvezetés 101. számú bevonulási központja volt, ahol a Hungarista Halálfejes Légió tagjai táboroztak le egy német SS-tiszt vezetésével. Feladatuk a leventeköteles fiatalok begyűjtése, a katonaszökevények elfogása volt. 1945 januárjában egy Feketevíz-pusztánál találatot kapott amerikai B-24 Liberator repülőgép ejtőernyővel kiugrott kilenctagú legénységét is a súri kastélyba vitték, majd kivallatásuk és megkínzásuk után a közeli Varjasi-erdőben végezték ki őket. A nyilas időszak vége felé végezték ki Pálfy László súri patikust a feleségével és felnőtt lányával (ugyanitt korábban a patikus celldömölki festőművész bátyját, Pálfy Gábort is agyonlőtték). 1945. március 21-én a visszavonuló nyilas csapat falhoz állított kilenc leventét és polgári személyt a falu közepén álló szeszgyár melletti göbölyistállónál, de a sortüzet ketten túlélték.
A II. világháború harcai a településen 1945. március 21-én értek véget.
1950-ben a települést Veszprém vármegyétől Komárom megyéhez csatolták.
1960 januárjában Súr is csatlakozott a szövetkezeti rendszerhez, és több mint 200 taggal megalakították az Új Élet Termelőszövetkezetet. Súr-Szőlőhegy lakói külön utat választottak, és 29 téesztaggal megalakították a megye legkisebb közös gazdaságát, a Törekvés Téeszt. A két szövetkezet önállósága 1976-ig állt fent, mígnem 1977 januárjában elsejétől egyesítették őket az ácsteszéri, akai és csatkai szövetkezetekkel. Az ácsteszéri központtal működő Táncsics Mezőgazdasági Termelőszövetkezet 1990-ig állt fenn. A hetvenes években, a körzetesítések végett Súr társtelepülés lett, a közigazgatási központ Ácsteszérre került át.
A falu 1990-ben nyerte vissza önállóságát.

## Közélete

### Polgármesterei
- 1990–1994: Reményi Imre (független)[4]
- 1994–1998: Reményi Imre (független)[5]
- 1998–2002: Reményi Imre (független)[6]
- 2002–2006: Reményi Imre (független)[7]
- 2006–2010: Sógorka Miklós (független)[8]
- 2010–2014: Sógorka Miklós (független)[9]
- 2014–2019: Sógorka Miklós (független)[10]
- 2019–2024: Sógorka Miklós (független)[11]
- 2024– : Sógorka Miklós (független)[1]

## Népesség
A település népességének változása:
| Lakosok száma | 1251 | 1232 | 1206 | 1182 | 1245 | 1265 | 1234 | 1230 |
|               | 2010 | 2013 | 2014 | 2015 | 2021 | 2022 | 2023 | 2024 |

A 2011-es népszámlálás során a lakosok 88%-a magyarnak, 1% cigánynak, 0,2% lengyelnek, 0,3% németnek, 0,6% románnak, 0,8% szlováknak magát (11,8% nem nyilatkozott; a kettős identitások miatt a végösszeg nagyobb lehet 100%-nál). A vallási megoszlás a következő volt: római katolikus 42,8%, református 1,7%, evangélikus 20,8%, görögkatolikus 0,1%, felekezeten kívüli 2,1% (26,5% nem nyilatkozott).
2022-ben a lakosság 93,7%-a vallotta magát magyarnak, 1,3% cigánynak, 0,5% románnak, 0,3% szlováknak, 0,2% németnek, 0,2% bolgárnak, 0,1-0,1% lengyelnek, görögnek, örménynek és ruszinnak, 0,9% egyéb, nem hazai nemzetiségűnek (6,3% nem nyilatkozott; a kettős identitások miatt a végösszeg nagyobb lehet 100%-nál). Vallásuk szerint 26,2% volt római katolikus, 15,2% evangélikus, 1,5% református, 0,2% görög katolikus, 0,1% izraelita, 0,1% ortodox, 4,8% egyéb keresztény, 0,9% egyéb katolikus, 12,7% felekezeten kívüli (38,2% nem válaszolt).

## Nevezetességei
Nagyboldogasszony római katolikus templom
A műemlék késő barokk római katolikus templomot a Zichy család kezdeményezésére 1784-ben építették, 1798-ban pedig toronnyal bővítették. Előtte egy zsúppal fedett fatemploma volt a falu katolikusainak, amelyet 1781-ben leromlott állaga miatt kellett bezárni. Az egyhajós, szegmentíves szentélyzáródású templom egy kisebb domb tetején áll a falu központjához közel. A templom tornya az épület nyugati homlokzatához csatlakozik. A szentélyhez kétoldalt kapcsolódó, négyzet alaprajzú mellékhajók illeszkednek. A főpárkány fölött timpanon látható. A hajó és a szentély is síkmennyezetes. A templom 1720-as évek végén készült oltárképe Szűz Mária mennybemenetelét ábrázolja, és az ausztriai klosterneuburgi apátság ajándékaként került Súrra. A historizáló falképek 1942-ben készültek. Az orgonát Swoboda és Brauner készítette 1903-ban. Az 1892-1895 közötti felújítás során a hajót meghosszabbították és ekkor készült el a jelenlegi szentély is. A templomot 2009-2010-ben teljesen felújították.
Evangélikus templom
Az 1785-ben épült evangélikus templom épülete a falu központjában emelkedik. A templom 2011-ben készült 12 harangból álló harangjátéka naponta hét alkalommal különböző dallamokkal jelzi az idő múlását.
A templomot 1785 márciusában kezdték el építeni, s még ugyanezen év advent 2. vasárnapján tartották benne az első istentiszteletet. Felszentelésére 1786. március 12.-én került sor. A templomépítést a település földbirtokosa, gróf Zichy Miklós is támogatta. Fent maradt levelének tanúsága szerint: „Ezen kérelemben foglalt suuri jobbágyaimnak kérelmét meghallgatván templomhelynek az általuk kívánt Bartek Márton zsellér helyét oly móddal engedem, hogy háza helyett kimutatandó helyen más házat építsenek. A téglaégetést megengedvén ahhoz szükséges és elegendő fát is engedélyezek úgy mindazonáltal, hogy annyi ölfát vágjanak helyette és ezen engedélyemért a csatári erdőmből 20 öl fát Győrbe elvigyenek. Várpalota, 1784. aug. 25.”
1882-ben tűzvész következtében a templom a lelkészi lakással együtt leégett. A torony elhamvadt, a harangok földre zuhanva megrepedtek. Elegendő önerő híján a helyi evangélikus gyülekezetet a klosterneuburgi apátság segítette meg 10 000 darab téglával és egy alapítvány létrehozásával. A templom felújítása után, 1885-ben elkészült a karzat, 1890-ben pedig a lelkészlakás is.
A súri Zichy-kastély
A kastély már nem létezik, de ez volt Súr legnagyobb építészeti nevezetessége.
A gazdagon díszített, romantikus stílusú, egyemeletes, 30 szobás épület az 1860-as években épült. Az uradalomhoz mintegy 3000 hold szántó és erdő tartozott. A klosterneubergi időszakban az uradalmat irányító ágostonos kanonok élt itt. A háború után rövid ideig az Akáról átköltözött Szontágh család birtokolta az épületet.
A kastélyra a szocializmus alatt mostoha sors várt. 1962-ig kultúrotthonként működött. Az egyik szárnyát a hatvanas években buszgarázsként használták, az alsó szinten baromfit tenyésztettek. Az állami gazdaság akkori igazgatója – máig nem tisztázott okból – leszedette a tetőről az összes cserepet, kifűrészeltetett minden második gerendát, és úgy rakatta vissza a cserepet. Az illetékes hatóságok 1963-ban felmérték az egyre rosszabb állapotba került kastély állapotát, mivel felmerült a terv, hogy szociális otthont nyitnának az épületben. Mivel a felújítás költségei több mint 3 millió forintot tettek volna ki, így az illetékesek elálltak ettől és az épület lassan az enyészeté lett. Az akkori sajátos korszellemnek megfelelően végül a súri kastélyt is lebontásra ítélték, ahogy az enyészeté lett a környékről az akai, a bakonyszombathelyi és a rédei kastély is. Az épületet 1978-ban bontották le; építőanyagát széthordták, helyén gépállomást létesítettek. A kastélyból egyedül a pincerendszere maradt fenn mai napig, ami azonban nem látogatható. A kastélykert emlékét csak a hajdani főbejárathoz vezető öreg vadgesztenye fasor őrzi, és a Három Kereszt hősi emlékmű, amely a régi magtár melletti erdős részen húzódik meg. Ha rossz állapotban is, de állnak még a kastély körüli majorság vörös téglás gazdasági épületei.
Zsidó temető
Súr és a környező falvak zsidósága a második világháború végéig a település nyugati végében fekvő temetőbe lelt végső nyugalomra. A régi, gyakran évszázados sírkövek a Hitmélyítő Tábor szomszédságában egy erdős domboldalon elfeledve rejtőznek.
Békesség Szigete Hitmélyítő Tábor
Az Őskeresztény Apostoli Egyház Súron építette fel hitmélyítő táborát.
Mária út
Súr a Mária kegyhelyeket az ausztriai Mariazelltől az erdélyi Csíksomlyóig végigjáró 1400 kilométeres zarándokút mellett fekszik. A falu központjából a zarándokúton kelet felé gyalogolva Nagyveleg és Bodajk, nyugat felé mintegy egy óra alatt a csatkai Mária-kegyhely érhető el.

## Külső hivatkozások
- Súr Önkormányzatának honlapja
- a súri evangélikus egyházközség honlapja
- Súr az utazom.com honlapján
- Magyarország legszebb fekvésű települése a levegőből – origo.hu